# 陵邑
陵邑又稱陵邑制或陵邑制度、陵邑之制，是中國历代朝廷在帝陵旁为供奉和守护帝陵而专门设置建造的縣城或城池，其位置通常在陵区外围。
陵邑的设置起源于秦國，例如秦國在秦始皇十六年(公元前231年)就建造了丽邑。秦始皇三十五年(公元前212年)，秦始皇把3万户百姓迁徙到丽邑。西汉诸帝建陵时，朝廷為打擊豪強鞏固中央，迁徙关东豪族万家于陵邑。朝廷在汉高祖刘邦的长陵附近置长陵邑。漢景帝五年(公元前152年)設置阳陵邑。漢武帝建元二年(公元前139年)設置茂陵邑。汉元帝在建造渭陵时認為強迫移民會影響穩定，於是宣布废除陵邑制度，关东豪族也不用再遷徙到關中，因此西漢皇帝建陵邑者只有长陵、安陵、霸陵、阳陵、茂陵、平陵、杜陵、薄太后的南陵、钩弋夫人的云陵、汉太上皇陵和汉宣帝父母的奉明园11座陵墓。汉成帝一度又設置昌陵邑，但之後又廢除。此后至西汉結束，诸帝陵再也没有营筑陵邑。东汉时陵邑之制也沒有恢復。
唐朝時又仿照西漢设置陵邑，如昭陵的醴泉，乾陵的乾县。宋朝帝陵同樣效法西漢，例如當時的永安县就属于陵邑，不過宋朝不是是为每陵设一陵邑，而是为整个巩县宋陵設置永安县。辽國則在陵寝周圍設置祖州天城。金國在陵墓周圍設立万宁县。明朝则改设在帝陵周圍設置军卫。